# داريل ماغيري
داريل ماغيري (بالإنجليزية: Daryl Maguire)‏ هو سياسي أسترالي، ولد في 25 مارس 1959 في أستراليا. حزبياً، نشط في الحزب الليبرالي الأسترالي ( – 13 يوليو 2018). وقد انتخب عضو الجمعية التشريعية نيو ساوث ويلز عن دائرة Electoral district of Wagga Wagga ‏ (27 مارس 1999 – 3 أغسطس 2018).